# Rupert Graves
Rupert Simeon Graves (Weston-super-Mare, 30 giugno 1963) è un attore britannico.

## Biografia
Rupert Graves nasce in un piccolo paese del Somerset, da Richard Harvey Graves, insegnante di musica e Mary Lousilla Roberts, coordinatrice di viaggi. Frequenta la Wyvern Secondary School, ma la lascia a 15 anni per lavorare in un circo come clown ed entra a far parte di una compagnia di commedianti. Gli inizi non sono propriamente facili e Rupert alterna piccoli ruoli televisivi come in Il ritorno di Simon Templar, nel 1978, Vice Versa, del 1981, a piccoli lavoretti come operaio e commesso in una friggitoria. È sposato con Susie Lewis, produttrice, hanno cinque figli.

### Cinema
L'occasione arriva quando il regista James Ivory lo sceglie per il suo film Camera con vista del 1985, accanto a Helena Bonham Carter e Maggie Smith. Ivory lo sceglie nuovamente per il film Maurice del 1987, accanto a James Wilby e Hugh Grant, entrambi dall'adattamento dei romanzi di E. M. Forster.
In seguito Graves si distingue sia in ruoli drammatici, in film come Il matrimonio di Lady Brenda (1988), Monteriano-dove gli angeli non osano metter piede (1991), Mrs. Dalloway (1997), Bent (1997) e V per Vendetta (2005), che in ruoli comici, in film come Le donne non sono tutte uguali (Different for girls, 1996), Rag Tale (2005) e Funeral Party (2007).

### Teatro
Il suo primo amore resta il teatro dove ha mosso i primi passi. A 20 anni ottiene il suo primo ruolo in Torch Song Trilogy, 1985 all'Albery Theatre. Drammi come Closer (1999) e The Elephant Man (2002) in teatri di Broadway gli portano molti riconoscimenti, tanto che nel 1991 vince il Bass Charrington Best Actor Award per la sua interpretazione di Presley Stray in Philip Ridley's The Pitchfork Disney (1991). Nel 1998 è nominato al Laurence Olivier Award per la sua performance in HurlyBurly, 1997.

### Altro
Rupert si è cimentato, oltre che come attore, anche in prove da doppiatore, prestando la voce nella miniserie televisiva inglese The Great war & The Shaping of the 20th Century (1996), assieme ad altre star britanniche, e nel documentario naturalistico Pride (2004), dove doppia il leone Linus assieme a star del calibro di Kate Winslet, Helen Mirren e Sean Bean.
È stato protagonista assieme a James Wilby e Hugh Grant del documentario The Story of Maurice. Nel 1991 ha partecipato alla serie televisiva Una questione privata. Per la sua interpretazione in Intimate relations ha vinto il Premio Miglior Attore al Festival di Montréal nel 1996.
Molto acclamata è la sua interpretazione nella miniserie televisiva del 2002 prodotta dalla ITV production, La saga dei Forsyte, tratta dai romanzi di John Galsworthy.
Ha partecipato inoltre a molte rappresentazioni in costume come The Tenent of Widfell Hall (1994), La pazzia di Re Giorgio (1994) assieme a Nigel Hawthorne e Rupert Everett, Cleopatra (1999) per la regia di Franc Roddam, in cui ha interpretato Ottaviano. Prende parte anche ad alcune serie televisive come Son of the Dragon (2006) e Charles II- The power & The passion (2003). È famoso anche per aver interpretato il Detective Ispettore Gregory Lestrade nella serie televisiva Sherlock della BBC (2010). Nel 2016 prende parte ad un'altra serie televisiva, The Family.

## Filmografia

### Cinema
- Camera con vista (A Room with a View), regia di James Ivory (1985)
- Maurice, regia di James Ivory (1987)
- Il matrimonio di Lady Brenda (A Handful of Dust), regia di Charles Sturridge (1988)
- Children - Ragazzi (The Children), regia di Tony Palmer (1990)
- Monteriano - Dove gli angeli non osano metter piede (Where Angels Fear to Tread), regia di Charles Sturridge (1991)
- The Sheltering Desert, regia di Regardt van den Bergh (1992)
- Il danno (Damage), regia di Louis Malle (1992)
- La pazzia di Re Giorgio (The Madness of King George), regia di Nicholas Hytner (1994)
- The Innocent Sleep, regia di Scott Michell (1996)
- Relazioni intime (Intimate Relations), regia di Philip Goodhew (1996)
- Le donne non sono tutte uguali (Different for Girl), regia di Richard Spence (1996)
- Bent, regia di Sean Mathias (1997)
- Mrs. Dalloway, regia di Marleen Gorris (1997)
- Amori e vendette (The Revengers' Comedies), regia di Malcolm Mowbray (1998)
- Vsichni moji blízcí, regia di Matej Minac (1999)
- Una passione spezzata (Dreaming of Joseph Lees), regia di Eric Style (1999)
- Affittasi camera (Room to Rent), regia di Khalid Al-Haggar (2000)
- Sfida nell'ultima valanga (Extreme Ops), regia di Christian Duguay (2002)
- Rag Tale, regia di Mary McGuckian (2005)
- V per Vendetta (V for Vendetta), regia di James McTeigue (2005)
- Funeral Party (Death at a Funeral), regia di Frank Oz (2007)
- The Waiting Room, regia di Roger Goldby (2006)
- We Want Sex (Made in Dagenham), regia di Nigel Cole (2010)
- Fast Girls, regia di Regan Hall (2012)
- Bone in the Throat, regia di Graham Henman (2015)
- Native, regia di Daniel Fitzsimmons (2016)
- Misteri nascosti (Sacrifice), regia di Peter A. Dowling (2016)
- Swimming with Men, regia di Oliver Parker (2018)
- Horrible Histories: The Movie – Rotten Romans, regia di Dominic Brigstocke (2019)
- Emma., regia di Autumn de Wilde (2020)
- Dalíland, regia di Mary Harron (2022)

### Televisione
- Il ritorno di Simon Templar (Return of the Saint) – serie TV, 1 episodio (1978)
- La banda dei cinque (The Famous Five) – serie TV, 2 episodi (1979)
- Vice Versa – serie TV, 6 episodi (1981)
- All for Love – serie TV, 1 episodio (1982)
- St. Ursula's in Danger, regia di Ian Keill – film TV (1983)
- Good and Bad at Games, regia di Jack Gold – film TV (1983)
- Puccini, regia di Tony Palmer - film TV (1984)
- Fortunes of War – miniserie TV, 3 puntate (1987)
- Il complotto per uccidere Hitler (The Plot to Kill Hitler), regia di Lawrence Schiller – film TV (1990)
- Una questione privata, regia di Alberto Negrin – film TV (1991)
- Ispettore Morse (Inspector Morse) – serie TV, 1 episodio (1992)
- Screen One – serie TV, 1 episodio (1993)
- Big Gun (Doomsday Gun), regia di Robert Young – film TV (1994)
- Open Fire, regia di Paul Greengrass – film TV (1994)
- Harry – serie TV, 1 episodio (1995)
- The Tenant of Wildfell Hall – miniserie TV, 3 puntate (1996)
- The Blonde Bombshell, regia di Robert Bierman – film TV (1999)
- Cleopatra – miniserie TV (1999)
- Take a Girl Like You, regia di Nick Hurran – film TV (2000)
- The Forsyte Saga – miniserie TV, 9 puntate (2002-2003)
- The Forsyte Saga: To Let – miniserie TV, 4 puntate (2003)
- Carlo II - Il potere e la passione (Charles II: The Power & the Passion) – miniserie TV, 4 puntate (2003)
- Spooks – serie TV, 1 episodio (2005)
- A Waste of Shame, regia di John McKay – film TV (2005)
- La principessa e la magia del drago (Son of the Dragon) – miniserie TV (2006)
- To Be First, regia di Patrick Reams – film TV (2007)
- Clapham Junction, regia di Adrian Shergold – film TV (2007)
- The Dinner Party, regia di Tony Grounds – film TV (2007)
- Ashes to Ashes – serie TV, 1 episodio (2008)
- Waking the Dead – serie TV, 2 episodi (2008)
- Midnight Man – miniserie TV, 3 puntate (2008)
- God on Trial, regia di Andy De Emmony – film TV (2008)
- Miss Marple (Agatha Christie's Marple) - serie TV, episodio 4x01 (2008)
- The Good Times Are Killing Me, regia di John L'Ecuyer – film TV (2009)
- Garrow's Law – serie TV, 9 episodi (2009-2011)
- Il commissario Wallander (Wallander) – serie TV, 1 episodio (2010)
- Lewis – serie TV, 1 episodio (2010)
- Law & Order: UK – serie TV, 1 episodio (2010)
- New Tricks – serie TV, 1 episodio (2010)
- Single Father – miniserie TV, 4 puntate (2010)
- Case Sensitive – serie TV, 2 episodi (2011)
- Scott & Bailey – serie TV, 5 episodi (2011)
- Delitti in Paradiso (Death in Paradise) – serie TV, episodio 1x01 (2011)
- Doctor Who – serie TV, episodio 7x02 (2012)
- Secret State – miniserie TV, 4 puntate (2012)
- Sherlock – serie TV, 14 episodi (2010-2017)
- The White Queen – miniserie TV, 6 puntate (2013)
- Last Tango in Halifax - serie TV, 6 episodi (2014-2015)
- The Family – serie TV, 12 episodi (2016)
- L'esercito delle 12 scimmie (12 Monkeys) – serie TV, episodio 3x08 (2017)
- Krypton – serie TV, episodio 1x01 (2018)
- La guerra dei mondi (The War of the Worlds) – miniserie TV, 3 puntate (2019)
- Riviera – serie TV, 8 episodi (2020)
- The Reunion (La Jeune Fille et la Nuit), regia di Bill Eagles – miniserie TV (2022)
- Doc Martin – serie TV, episodio 10x08 (2022)
- The Burning Girls, regia di Charles Martin e Kieron Hawkes – miniserie TV (2023)
- Surface – serie TV, 8 episodi (2025)
- Washington Black, regia di Maurice Marable, Wanuri Kahiu e Rob Seidenglanz – miniserie TV (2025)

## Teatro
- Torch Song Trilogy di Harvey Fierstein, regia di Robert Allam Ackerman. Noël Coward Theatre di Londra (1985)
- Amadeus di Peter Shaffer, regia di Simon Callow. Thratr Clwyd di Clwyd (1986)
- Candida di George Bernard Shaw, regia di Frank Hauser. King's Head Theatre di Londra (1986)
- L'importanza di chiamarsi Ernesto di Oscar Wilde, regia di Clare Venables. Crucible Theatre di Sheffield (1987)
- Peccato che sia una sgualdrina di John Ford, regia di Alan Ayckbourn. National Theatre di Londra (1988)
- A Madhouse in Goa di Martin Sherman, regia di Robert Allam Ackerman. Lyric Theatre do Londra (1989)
- Sogno di una notte di mezza estate di William Shakespeare, regia di Robert Lepage. National Theatre di Londra (1992)
- Partita a quattro di Noël Coward, regia di Sean Mathias. Donmar Warehouse di Londra (1994)
- Arriva l'uomo del ghiaccio di Eugene O'Neill, regia di Howard Davies. Almeida Theatre di Londra (1998)
- Closer di Patrick Marber, regia di Patrick Marber. Music Box Theatre di Broadway (1999)
- Il guardiano di Harold Pinter, regia di Patrick Marber. Harold Pinter Theatre di Londra (2000)
- The Elephant Man di Bernard Pomerance, regia di Sean Mathias. Bernard B. Jacobs Theatre di Broadway (2002)
- Una donna senza importanza di Oscar Wilde, regia di Adrian Noble. Haymarket Theatre di Londra (2003)

## Doppiatori italiani
Nelle versioni in italiano delle opere in cui ha recitato, Rupert Graves è stato doppiato da:
- Francesco Prando in Funeral Party, La guerra dei mondi, Riviera, The Reunion, The Burning Girls
- Pasquale Anselmo in Sherlock, Scott & Bailey, Doctor Who, Washington Black
- Massimo De Ambrosis in Maurice, Affittasi camera, Emma.
- Massimo Lodolo in V per Vendetta, Carlo II - Il potere e la passione, Law & Order: UK
- Massimo Rossi in Camera con vista, The White Queen
- Riccardo Rossi in Una questione privata
- Giuliano Giacomelli in Children - Ragazzi
- Loris Loddi in Monteriano - Dove gli angeli non osano metter piede
- Pino Insegno ne Il danno
- Oreste Baldini in Mrs. Dalloway
- Stefano Benassi in Cleopatra
- Christian Iansante in Sfida nell'ultima valanga
- Danilo De Girolamo in We Want Sex
- Angelo Maggi in The Family
- Nicola Marcucci in Daliland